# ダイエー岩見沢店
ダイエー岩見沢店（ダイエーいわみざわてん）は、かつて北海道岩見沢市にあった総合スーパー。

## 概要
地元資本の「北海道ダイエー」が子会社「岩見沢ダイエー」を設立して国道12号（岩見沢バイパス）沿いに出店した。「大規模小売店舗法」施行によって大型店出店が規制されていた中で、「高雄ビル開発」が施設を建設して岩見沢ダイエーが賃借する形での出店であり、岩見沢市内初の大型店進出になった。その後、北海道ダイエーによる「ダイエー岩見沢店」となった。
イオンによるダイエーの完全子会社化とそれによる再編に伴い、北海道における総合スーパー（GMS）事業は「イオン北海道」が承継することになったものの、ダイエー岩見沢店は約1 kmの距離に同社の「イオン岩見沢店」（2004年開店、開店当初は「ポスフール岩見沢店」）が立地していることなどから、北海道内のダイエー店舗の中で唯一承継されず閉店することになった。
閉店後の駐車場跡地はライフネット（岩見沢公益社）による斎場「公益社やわらぎ斎場岩見沢西」を建設した。

## 沿革
- 1980年（昭和55年）：「大規模小売店舗法」届出。
- 1981年（昭和56年）：「岩見沢ダイエー」として開業。
- 1987年（昭和62年）：北海道ダイエーが岩見沢ダイエーを吸収合併し、「ダイエー岩見沢店」と改称[13]。
- 2015年（平成27年）：「大規模小売店舗立地法」廃止を届出し[14]、閉店[1]。

## 施設
フロア構成
| 階数 | フロア概要                         |
| ---- | ---------------------------------- |
| 2階  | 衣料品、インテリア                 |
| 1階  | 食品のフロア、文具・日用品・化粧品 |

専門店
- ニューステップ
- 富士メガネ
- アシーネ
- キャンドゥ
- らんらんらんど
- 日本旅行OMC
- 赤いリボン
- サザエ食品
- ドムドム
- オレンジキッチン
- ディッパーダン